# Claudio Martínez Paiva
Claudio Martínez Paiva, a quien también se menciona como Claudio Martínez Payva (Gualeguaychú, Entre Ríos, 9 de octubre de 1887 - Argentina, 24 de marzo de 1970) fue un escritor, dramaturgo, guionista de cine y periodista argentino. 

## Su carrera artística
Fue una figura destacada de la poesía gauchesca del Río de la Plata y uno de los primeros comediógrafos de la Argentina, que estrenó su primera obra teatral, El idiota, a los 24 años.
Su libro Lluvia en los cardos tuvo una gran aceptación al igual que su obra Como cencerros y escribió más de 50 obras de teatro, algunas de las cuales fueron interpretadas por actores prestigiosos como Enrique Muiño, Elías Alippi, Lola Membrives y Pepita Serrador.
Su obra teatral Ya tiene comisario el pueblo obtuvo el segundo premio de la Comisión Nacional de Cultura (1937) y fue llevaba al cine en dos oportunidades, al igual que Joven, viuda y estanciera. Otra de sus obras llevada a la pantalla fue "¡Gaucho!" en 1942.
Fue articulista de La Nación y de otros diarios de la Argentina y extranjeros, director artístico de los Estudios Río de la Plata, director del Teatro Nacional Cervantes y director de la Sociedad Argentina de Autores. En 1986 por ordenanza N.º 7.534/86 se puso su nombre a una de las calles de la ciudad entrerriana de Gualeguaychú en su homenaje. 
Falleció el 24 de marzo de 1970. Su esposa, Celina Rodríguez de Martínez Paiva, fue de las primeras diputadas nacionales, elegida por el período 1952-1958 por la provincia de Buenos Aires.

## Teatro
Autor
- El idiota
- ¡Gaucho!
- Las margaritas	(1919)
- La pulpería de la Mazorca
- Los nidos rotos (1920)
- Toda una vida
- De otro rodeo
- A la rastra
- El gaucho negro
- El rancho del hermano
- El cacique blanco (1920)	(en colaboración con Francisco Defilippis Novoa)
- La lanza rota 	(en colaboración con Yamandú Rodríguez)
- Como cencerros
- Joven, viuda y estanciera (1934)
- Lluvia en los cardos
- Judío (1916)
- La isla de Don Quijote
- Ya tiene comisario el pueblo

## Filmografía
Guionista
- Joven, viuda y estanciera (1970)
- Ya tiene comisario el pueblo (1967)
- Cruza (1942)
- ¡Gaucho! (1942)
- Joven, viuda y estanciera (1941)
- El hijo del barrio (1940)
- De la sierra al valle (1938)
- Ya tiene comisario el pueblo (1936)

Compositor
- ¡Gaucho! (1942)
- De la sierra al valle (1938)

Director
- Ya tiene comisario el pueblo (1936)